# 玉野陽美
玉野 陽美（たまの はるみ、不明-2005年）は日本のアニメーション演出家、監督。

## 参加作品

### テレビアニメ
- スプーンおばさん（1983-1984年）絵コンテ
- 魔法の天使クリィミーマミ（1983-1984年）絵コンテ・演出
- 魔法の妖精ペルシャ（1984-1985年）絵コンテ・演出
- がんばれ!キッカーズ（1986-1987年）絵コンテ・演出
- きまぐれオレンジ☆ロード（1987-1988年）演出
- おそ松くん（1988-1989年）絵コンテ・演出
- 雲のように風のように（1990年）演出
- 行け!稲中卓球部（1995年）絵コンテ・演出
- スレイヤーズ（1995年）絵コンテ・演出
- 神秘の世界エルハザード（1995-1996年）絵コンテ・演出
- こどものおもちゃ（1996-1998年）絵コンテ・演出
- 頭文字D（1998年）絵コンテ
- おじゃる丸（1998年-）絵コンテ・演出
- LEGEND OF BASARA（1998年）絵コンテ・演出
- パパと踊ろう（1999年）絵コンテ・演出
- 風まかせ月影蘭（2000年）絵コンテ・演出
- フルーツバスケット（2001年）絵コンテ
- ちっちゃな雪使いシュガー（2001-2002年）絵コンテ・演出
- あたしンち（2002年-）絵コンテ・演出
- カレイドスター（2003年）絵コンテ
- デ・ジ・キャラットにょ（2003-2004年）絵コンテ
- スウィート・ヴァレリアン（2004年）絵コンテ・演出
- 今日からマ王!（2004-2006年）絵コンテ
- ドラえもん（リニューアル版）（2005年-）絵コンテ・演出

### 劇場版アニメ
- ちびねこチョビ/ちびねこコビとおともだち（1998年）監督
- 映画おじゃる丸 約束の夏 おじゃるとせみら（2000年）演出

### OVA
- 沙羅曼蛇（1988年）演出
- 巴がゆく! （1991-1992年）演出
- キキとララのヘンゼルとグレーテル（1993）演出
- あなたが振り返るとき（1993年）絵コンテ・演出
- 創竜伝（1993年）演出
- けろけろけろっぴのロビンフッド（1994年）演出
- ハローキティの小公女（1994）演出
- アンジェリーク 〜白い翼のメモワール〜（2000年）絵コンテ
- アニメーション制作進行くろみちゃん（2001-2003年）演出